# Haltepunkt Stuttgart Feuersee

Der Haltepunkt Stuttgart Feuersee ist eine Tunnelstation im Stuttgarter Stadtbezirk West. Er ist nach dem gleichnamigen See benannt, befindet sich unter der Rotebühlstraße und liegt an der Verbindungsbahn zwischen den Stationen Stadtmitte und Schwabstraße. Die Station erstreckt sich von der Kreuzung Silberburgstraße bis zum Feuerseeplatz und hat an beiden Enden je einen Zugang von einem Zwischengeschoss her, das zugleich als Unterführung für Fußgänger dient. 
An der Station verkehren alle die Stammstrecke bedienende Linien der S-Bahn Stuttgart, das heißt planmäßig bis zu 24 Züge pro Stunde und Richtung. Die Gestaltung entspricht der anderer Stationen der Verbindungsbahn mit einem rund 210 Meter langen Mittelbahnsteig, die Stationskennfarbe ist blau. Der Bahnsteig liegt weitgehend in einer Längsneigung von 20 Promille.

## Geschichte

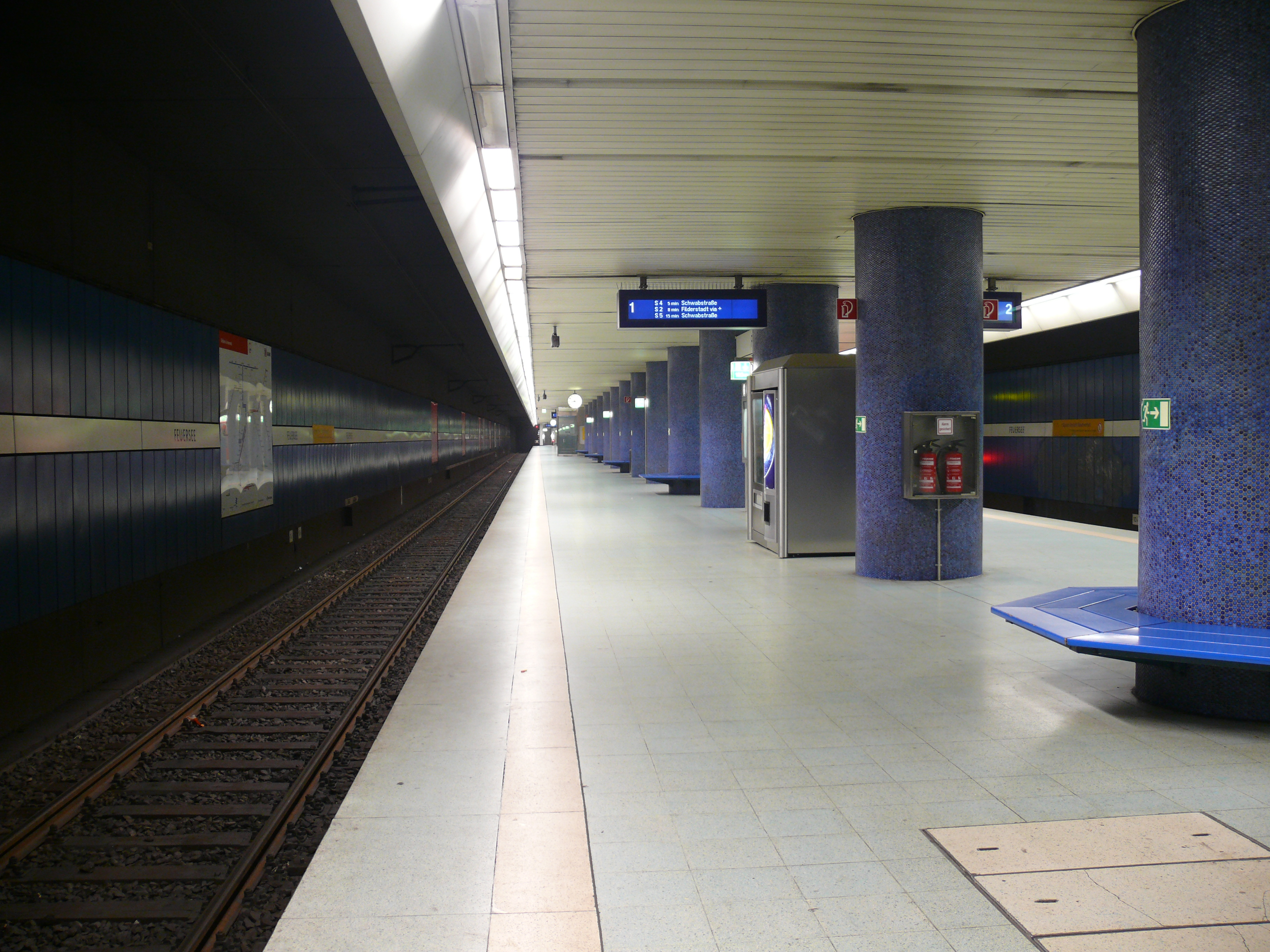
Zustand 2009, vor der Sanierung

Ursprünglich waren für die S-Bahn nur drei unterirdische Stationen im Talkessel vorgesehen (Hauptbahnhof, Stadtmitte und Schwabstraße). Die Feinerschließung sollte durch einen parallelen Straßenbahn-Tunnel erfolgen. 1967 wurde die Planung einer U-Straßenbahn entlang der Rotebühlstraße aufgegeben, die Erschließung sollte verstärkt durch die S-Bahn erfolgen. Die Verbindungsbahn wurde darauf umgeplant, der Haltepunkt Feuersee wurde ergänzt und der Bahnhof Schwabstraße weiter nach Südwesten verschoben. Die Eröffnung der in offener Bauweise hergestellten Station Feuersee erfolgte schließlich, zusammen mit dem ersten Abschnitt der Verbindungsbahn, am 1. Oktober 1978. 
In der Vorplanung, Ende der 1960er Jahre, war eine Längsneigung von 23 Promille vorgesehen.
Die 2020 ausgestrahlte Tatort-Episode „Du allein“ spielt teilweise in der Station.
Im Dezember 2020 wurde die Bauausführung für das Projekt „Licht + Farbe Stuttgart, Revitalisierung“ u. a. für die Station Feuersee ausgeschrieben. In den Sommerferien 2021 sollen u. a. Bodenbelags- und Malerarbeiten erfolgen.
Die Station sollte während der Sommerferien 2022 weitgehend barrierefrei ausgebaut werden und dazu ein taktiles Wegeleitsystem sowie Brailleschriftfelder erhalten.
Der S-Bahn-Kernbereich, einschließlich der Station Feuersee, soll im Rahmen der ETCS-Ausrüstung betrieblich zu einem rund 11 km langen Bahnhof „Stuttgart Hbf (S-Bahn)“ werden, um die Auswirkungen von Störungen zu begrenzen. Die Inbetriebnahme ist inzwischen für 2027 vorgesehen. Die Station Feuersee wird damit von einem Haltepunkt zu einem Bahnhofsteil werden.